# 設計語言
設計語言(英語：Design Language)或設計語言系統（英語：Design Language System, DLS），是一種系統化和明確規範的語言，應用於數位產品、用戶界面設計、工業設計中。

## 簡介
設計語言的基本構成元素：字體、顏色、圖形、柵格設計。
設計語言統一不同的表達方式、偏好、風格、品牌精神、信念和設計原則。
對於用戶而言，設計語言可以讓產品在任何平台的体验保持连贯性，統一項目的視覺形象，提升品牌產品的圖標、標題、宣傳物品等，尤其消費者對品牌的認知以及識別度。
對於團隊管理而言，設計師透過跟代碼複用的軟件組件，有助不同的開發者之間的協作溝通，注于並投入更多精力到探討問題本質實現價值創新，而非重复的基础工作，提升集體協作效率，对產品生命週期控制及进行迭代，减少设计债务（Design Debt）。

## 核心元素
一個完整的設計語言系統通常包含以下幾個核心元素：

### 設計原則（Design Principles）
指導整個系統的核心理念，例如「簡潔」、「一致性」、「可用性優先」。

### 視覺風格（Visual Style）
- 色彩系統（Color Palette）
- 字體與排版（Typography）
- 圖示與圖形風格（Iconography & Illustration）
- 空間與間距（Spacing & Layout）
- 元件庫（Component Library）
- 可重複使用的 UI 元件，如按鈕、輸入框、卡片、對話框等，通常會搭配程式碼實作（如 React/Vue 元件）。

### 模式與範例（Patterns & Templates）
常見的使用者互動流程設計，例如登入流程、表單驗證、錯誤提示等。

### 語調與文案風格（Tone & Voice Guidelines）
定義品牌在文字上的表達方式，確保文案風格一致。

### 無障礙設計（Accessibility Guidelines）
確保產品對所有使用者（包括視障、聽障等）都能友善使用。
網絡應用程式通常參考Web內容無障礙指南。

### 設計工具與資源（Design Tokens & Assets）
包括 Sketch/Figma 檔案、設計令牌 design token（如色碼、字體大小的變數）、開發者文件等。

### 迭代机制（Iteration Mechanism）
通过用戶體驗反饋和 A/B測試最优化系统。

### 版本控制（Version Control）
- 语义化軟件版本號（如 v1.2.0）。

- 变更日志（Changelog）记录破坏性更新。

## 著名例子

### 
- 谷歌公司质感设计（Material Design, Material You, Material 3 Expressive）
- 蘋果公司Appearance Manager（英语：Appearance Manager） 、Brushed metal（英语：Brushed metal (interface)） 、Aqua、扁平化设计（Flat Design）、Liquid Glass
- 微軟Windows Aero、Metro UI(後稱Modern UI)、流畅设计体系(Fluent Design System)
- 蚂蚁集团Ant Design[3]
- 爱彼迎Airbnb
- IBM Carbon Design System（英语：Carbon Design System）

### 工業設計
- BMW
- 法拉利汽車

## 外部連結
- Design Systems Database
- Design System Checklist